# Platoskalan
Platoskalan (uppkallad efter tysken Fritz Plato) är en skala som används för att ange sockerhalten hos vört. Något förenklat kan man säga att skalan går från noll till hundra och motsvarar andelen sockerarter (i viktprocent) i vörten. Man kan inte formulera någon exakt relation mellan ett öls vörtstyrka och alkoholhalt, men en tumregel är att vörtens Plato-värde ligger drygt dubbelt så högt som den färdiga dryckens alkoholhalt. Det råder heller inte något linjärt förhållande mellan vörtens densitet och Plato-värde.
Centraleuropeiska bryggerier anger ibland vörtstyrkan på detta sätt som del i namnet på produkten.
Plato uppfann själv inte skalan, utan vidareutvecklade bara en skala som tagits fram redan 1843 av Karl Balling.